# ويليام ستيفنز (سياسي)
ويليام ستيفنز (بالإنجليزية: William Stephens)‏ هو سياسي أسترالي، ولد في 7 نوفمبر 1857 في أستراليا، وتوفي في 30 أبريل 1925 في نفس البلد. انتخب عضو المجلس التشريعي ولاية كوينزلاند.